# Temesvári katonai kórház
A temesvári katonai kórház műemlék épület Romániában, Temes megyében. A romániai műemlékek jegyzékében a TM-II-m-A-06141 sorszámon szerepel.